# 試みられた起爆空間
試みられた起爆空間（こころみられたきばくくうかん）は、都市計画家の林泰義と建築家の富田玲子の夫妻が設計して1966年に建設された個人住宅。東京都世田谷区岡本に所在していたが、1985年に解体され、現存していない。
単に起爆空間として言及されることもあり、また、立方体に近い構造物の四面の壁に、それぞれ縦横に5個ずつ、一面に25個の丸い窓が合計100個設けられたその形状から、百窓とも称され、百目とされることもある。居住者のイニシャルから、M氏邸とも呼ばれた。
立方体状の構造物の内部は三層から成り、一部は吹き抜けになっており、中央には螺旋階段が貫かれていた。

## 大衆文化の中で
近傍に、東宝スタジオや、円谷プロダクション、国際放映などの撮影所があったこともあり、この建物は多くの映画やテレビ番組のロケ地として使用された。
中でも、最も有名とされる例は、1967年に放映された『ウルトラセブン』第12話「遊星より愛をこめて」におけるスペル星人のアジトとしての使用である。
九重佑三子主演の第1期『コメットさん』（1967年 - 1968年）のロケにも使用され、『チビラくん』（1970年 - 1971年）では、主人公の怪獣チビラくん一家（ハッタル家）の家とされた。
映画では、『社長繁盛記』（1968年）などでロケ地として使用された。